# Hobson City
Hobson City é uma cidade  localizada no estado americano do Alabama, no Condado de Calhoun.

## Demografia
Segundo o censo americano de 2000, a sua população era de 878 habitantes.
Em 2006, foi estimada uma população de 867, um decréscimo de 11 (-1.3%).

## Geografia
De acordo com o United States Census Bureau, a localidade tem uma área de 2,8 km², sem área coberta por água.

## Localidades na vizinhança
O diagrama seguinte representa as localidades num raio de 16 km ao redor de Hobson City.